# Tasiocera (Tasiocera) caudifera
Tasiocera (Tasiocera) caudifera is een tweevleugelige uit de familie steltmuggen (Limoniidae). De soort komt voor in het Australaziatisch gebied.